# Скотт Пилигрим
«Скотт Пилигрим» (англ. Scott Pilgrim) — шеститомная серия комиксов, созданная Брайаном Ли О’Мэлли и изданная Портлендским филиалом издательства «Oni Press» в период с августа 2004 года (первый том) по 20 июля 2010 года (шестой том). Серия повествует о жизни 23-летнего канадца Скотта Пилигрима: лентяя и любителя видеоигр, играющего в музыкальной группе на бас-гитаре и живущего на квартире у своего друга-гея в Торонто. Ему нравится недавно переехавшая в его город американка Рамона Флауэрс (Ramona Flowers), но для того, чтобы завоевать её сердце, ему нужно победить семерых «злых бывших» Рамоны.
Серия комиксов и её главный герой названы в честь песни 1998 года «Scott Pilgrim» канадской группы «Plumtree», а также в честь музыканта Филлипа Пилигрима.
Киноадаптация комикса под названием «Скотт Пилигрим против всех» (режиссёр Эдгар Райт, в главной роли Майкл Сера) вышла в прокат в августе 2010 года, через месяц после выхода заключительного тома серии.
Игра по мотивам серии комиксов, под названием «Scott Pilgrim vs. the World: The Game», была выпущена 10 августа 2010 года студией «Ubisoft Montreal».

## Сюжет

### Scott Pilgrim’s Precious Little Life
Первый том представляет читателю Скотта Пилигрима, 23-летнего канадского бездельника, живущего в Торонто в одной квартире (и даже спящего на одной постели) со своим приятелем, саркастичным 25-летним геем Уоллесом Уэллсом (Wallace Wells). Скотт, уже почти год тяжело переживающий из-за разрыва со своей бывшей девушкой, 24-летней Натали В. «Энви» Адамс (Nataly V. «Envy» Adams), начинает встречаться с 17-летней старшеклассницей-китаянкой Найвз Чау (Knives Chau). Скотт приводит Найвз на проходящую в доме 20-летнего Нила «Юного Нила» Нордеграфа (Neil «Young Neil» Nordegraf) и 22-летнего Стивена Стиллса (Stephen Stills) репетицию малоуспешной музыкальной группы «Sex Bob-omb», в которой Скотт играет на бас-гитаре вместе со своими друзьями: гитаристом Стивеном Стиллсом и 23-х летней барабанщицей Кимберли «Ким» Пайн (Kimberly «Kim» Pine), и получает в лице Найвз горячую поклонницу их творчества.
В то же время во снах Скотта начинает появляться незнакомая ему девушка на роликовых коньках. Случайно обнаружив, что она существует и в реальном мире, Скотт находит её на вечеринке у 22-летней стервы Джули Пауэрс (Julie Powers), девушки, с которой то сходится, то расходится Стивен Стиллз. Скотт выясняет, что девушку на роликовых коньках зовут Рамона Виктория Флауэрс (Ramona Victoria Flowers), она работает курьером в Amazon.ca, а также недавно приехала в Торонто из Нью-Йорка после тяжёлого разрыва отношений с неким Гидеоном. Скотт окончательно в неё влюбляется и находит предлог для свидания. На нём выясняется, что Рамона пользуется в своей работе подпространственными магистралями, одна из которых проходят прямиком через голову (а значит и сны) Скотта.
Избегая трудных объяснений, Скотт затягивает с разрывом отношений между ним и Найвз, что создаёт любовный треугольник, в котором Скотт встречается и даже целуется с обеими девушками одновременно. Найвз и Рамона обе приходят на концерт, где должны выступать группа «Sex Bob-omb» и их конкуренты, группа «Crash and the Boys». Когда подходит очередь «Sex Bob-omb», на сцене вдруг появляется парень, называющий себя Меттью Пател (Matthew Patel), и вызывает Скотта на поединок. Когда Скотт, при поддержке своих друзей, побеждает владеющего таинственными супер-способностями Патела, Рамона объясняет ему, что это был её первый парень, и для того, чтобы с ней встречаться, Скотт должен будет победить ещё шестерых её «злых бывших». Скотт соглашается, но когда он спрашивает, будет ли Гидеон одним из его противников, Рамона молча отворачивает голову, которая вдруг начинает светиться.

### Scott Pilgrim vs. the World
7 лет назад. 16-летний Скотт Пилигрим переводится в Католическую Школу Святого Джоэла (St. Joel’s Catholic High School) в Северном Онтарио. Вызванный за драку с хулиганами к директору, Скотт знакомится там с девушкой по имени Лиза Миллер (Lisa Miller), сразу начавшей ему симпатизировать. Вместе они пробуют основать музыкальную группу «Sonic & Knuckles», и решают взять в неё Ким Пайн, которая занимается географией в одном классе со Скоттом, и играет на барабанах в школьном оркестре. Этим планам мешают парни из соседней Бенвинской Физико-Математической Школы (Benvie Tech High School) во главе с Саймоном Ли (Simon Lee), которые похищают Ким, но Скотт их побеждает, после чего у него с Ким завязывается роман, который продолжается до тех пор, пока Скотт не переезжает в Торонто.
Повествование возвращается к 23-х летнему Скотту, от которого его сосед Уоллес требует порвать с Найвз, угрожая в противном случае рассказать обо всём Рамоне. Скотт разрывает отношения с Найвз как раз после её признания в любви.
Тем временем Скотт готовится к битве со вторым бывшим Рамоны, актёром боевиков и некогда профессиональным скейтером Лукасом Ли (Lucas Lee), который как раз в это время участвует в съёмках сцены очередного фильма на фоне Каса Лома. Лукас Ли оказывается намного более сильным чем Скотт, но не особенно агрессивным парнем. Ли легко побеждает Скотта, после чего рассказывает о том, как Рамона разбила ему сердце и предлагает за деньги сказать Гидеону, что в драке победил Скотт. Скотт удивляется «продажности» Лукаса и между ними возникает ссора. В драке у Скотта нет шансов, поэтому он побеждает хитростью, «на спор» убеждая Лукаса Ли съехать на скейтборде по перилам Болдвинской лестницы, в результате чего Ли разбивается на монетки.
Одновременно с этим Найвз Чау пытается выяснить, почему Скотт её бросил, и узнает о его новой девушке. Решив, что Рамона увела у неё парня, Найвз начинает следить за ними обоими, пытается подражать Рамоне (в частности, делает мелирование) и даже нападает на неё в Справочной Библиотеке Торонто, вооружённая кинжалами, но безуспешно. Во время битвы Найвз также вспоминает, где она уже видела Рамону и понимает, что Скотт начал встречался с Рамоной до того, как расстался с ней.
В конце тома Скотт получает звонок от Энви Адамс, которая просит «Sex Bob-omb» выступить на разогреве у её группы «The Clash at Demonhead». Напоминание о девушке, которая его бросила, вызывают у Скотта мучительные переживания. Скотт и его друзья приходят посмотреть на «The Clash at Demonhead» и обнаруживают, что Найвз начала встречаться с Юным Нилом, а басист в группе Энви — третий злой бывший Рамоны, Тодд Инграм (Todd Ingram).

### Scott Pilgrim & the Infinite Sadness
Действие третьего тома начинается со ссоры в гримёрке между компанией Скотта Пилигрима и компанией Энви Адамс, перешедшей в драку Скотта с Тоддом Инграмом. К несчастью Скотта оказывается, что Тодд — веган, и потому обладает телекинетической суперсилой. От поражения Скотта спасает только то, что Энви не достаточно такой быстрой победы, и она предлагает перенести битву в другое место и время.
Повествование всего тома постоянно прерывается сценами из прошлого. В них рассказывается, что Скотт, Энви, Стивен и Джулли вместе учились на первом курсе. Что именно там Скотт Пилигрим впервые знакомится с замкнутой и незаметной девушкой — Натали В. Адамс, будущей Энви, и заводит с ней роман. Что в то время, Скотт, Натали и Стивен Стиллз образовали музыкальную группу «Малыш Хамелеон». Что в какой-то момент, Натали резко изменила имидж, превратившись в стильную, самоуверенную стерву под новым именем Энви, а их отношения со Скоттом начали рушиться. И что именно тогда Скотт, подружился с Уоллесом. Окончательно Скотт и Энви расстались в период, когда Энви взяла в свои руки контроль над «Малышом Хамелеоном», превратив его в успешную группу, в которой, однако, ни Скотту, ни Стивену места уже не нашлось.
В вечер концерта «The Clash at Demonhead», на разогреве которых выступают «Sex Bob-omb» и «Crash and the Boys», персонажи снова встречаются в одном месте. Разговор Энви с Рамоной перерастает в ссору, а потом и в драку, от поражения в которой Рамону спасает только поддержка Уоллеса, Скотта и, неожиданно, Найвз Чау. Проигравшая бой Энви зовёт на помощь Тодда, но в результате узнаёт, что Тодд ей изменяет с барабанщицей, Линетт Гикотт (Lynette Guycott). Энви сама нападает на Тодда, но Тодд отвечает ей телекинетическим ударом. Скотт вмешивается, защищая свою бывшую девушку, и между ними начинается битва.
В начавшейся битве Тодд использует своё невероятное умение играть на бас-гитаре, но за Скотта внезапно вступаются парни из «Crash and the Boys», которые в результате неустанных репетиций научились «управлять чистыми звуковыми волнами только с помощью одного тяжкого труда и силы воли». И даже для них Тодд оказался бы слишком сильным, если бы не появление веганской полиции, которая в критический момент лишает Тодда его суперсил за неоднократные нарушения веганской диеты. Без этих сил Тодд сразу проигрывает Скотту, который получает за победу над ним дополнительную жизнь. Кроме того, так как «The Clash at Demonhead» не могут выступать без басиста, оставшаяся часть вечера достаётся выступлению «Sex Bob-omb», которые завоёвывают новых поклонников.

### Scott Pilgrim vs. the Universe
Скотту уже 24. Он и его друзья посещают очередную вечеринку у Джули, на которой Рамона видит своих двух следующих злых бывших — близнецов Кайла и Кена Катаянаги (Kyle & Ken Katayanagi). Скотт готовится драться с ними, но вместо этого дерётся с их роботом — Робот-01, которого он побеждает. Тем временем, Найвз разговаривает со Стивеном, который навсегда расстался с Джули и который объясняет Найвз что Скотт изменял ей с Рамоной. Она сомневается что Рамона об этом знает. На дворе ноябрь, и отношения Скотта и Рамоны продолжают ухудшаться. Рамоне всё более скучно со Скоттом, который начинает подозревать что её вновь интересует Гидеон. Рамона говорит Скотту, что ей не нравится «Sex Bob-omb» и то, что у их группы не было выступлений с тех пор как Стивен начал «записывать» альбом. Во время ужасного выступления группы из-за отсутствия практики на Скотта нападает очередной робот близнецов, которого Скотт уничтожает сломав о него свою гитару. Тем временем, Найвз встречает Рамону в туалете и раскрывает, что Скотт им обеим изменял. Скотт забыл ключи от квартиры, и Рамона отказывается его впустить. Скотт ночует у Уоллеса, который живёт со своим парнем Мобилем.
Следующую ночь Скотт проводит дома у Ким, и Скотт просит Ким помочь ему помириться с Рамоной. Встретившись на следующий день в кафе, Ким подмечает, что у Рамоны светится голова, о чём сама Рамона и не подозревает. Друзья опять посещают очередную вечеринку Джули, на которой Скотту опять приходится драться с роботом. Тем временем, Ким подходит к Рамоне на балконе и, видя её светящуюся голову, делает снимок своим телефоном чтобы показать Рамоне. Ким и Рамона напиваются. Победив робота, Скотт присоединяется к ним. Позднее Ким возвращается домой на метро, но её похищают близнецы. В постели Рамона спрашивает Скотта действительно ли он изменял Найвз с ней и говорит ему что он — будущий злой бывший. Скотт опасается, что Рамона его бросит. Пока Рамона утром принимает душ, Скотт узнаёт о похищении Ким. Несмотря на похмелье, он бежит на стройку спасать её. Во время битвы с близнецами, они объясняют что Рамона изменила им обоим, намекая что Скотт дерётся не за ту девушку. Видя, что Скотт проигрывает, Ким лжёт ему об SMS полученной от Рамоны, что даёт Скотту силы победить близнецов.
Скотт бежит домой, где он видит Рамону с новой причёской. Она говорит Скотту, что была нехорошим человеком, после чего её голова начинает светиться, и Рамона исчезает. Пытаясь найти её, Скотт ненароком выпускает её кота и оставляет ключи в квартире. Следующие несколько дней, Скотт ночует у друзей, пытаясь заманить кота Рамоны и постоянно путая людей с Гидеоном. Ким возвращается к родителям на север, принимая извинения Скотта за своё поведение. Переехав на новую квартиру, купленную родителями, Скотт читает письмо написанное Рамоной Гидеону, в котором она пишет, что не собирается возвращаться к нему. Пока Скотт раздумывает над письмом, ему звонит Гидеон, спрашивая, когда Скотт хочет умереть.

### Scott Piligrim’s Finest Hour
Шестой и заключительный том Scott Pilgrim под названием «Scott Pilgrim’s Finest Hour» был анонсирован 19 марта 2010 года и выпущен 20 июля 2010 года.
Прошло четыре месяца с тех пор, как исчезла Рамона. Скотт тратит время впустую на видеоигры, несмотря на советы друзей. На вечеринке, он узнаёт что Найвз готовится уезжать в университет и встречает Энви, которая готовится представлять свой сольный альбом. Позже, Энви говорит, что заботится о Скотте, и раскрывает что их отношения прекратились из-за спора, который начал Скотт, хотя сам Скотт не может этого вспомнить. Во время разговора, появляется Гидеон, который является новым парнем Энви. Скотт убегает.
Чтобы подбодрить Скотта на бой с Гидеоном, Уоллес посылает его на север на «отпуск в глуши». За это время, Скотт пытается возобновить свои отношения с Ким, но она этого не желает, утверждая что он неверно вспоминает их предыдущий разрыв. Оказывается, Саймон Ли, которого тогда побил Скотт, был не крупным злодеем, как он это помнит, а слабаком, с которым встречалась Ким. Также, Скотт никогда не говорил Ким, что переезжает в Торонто. Она это узнала уже от Лизы. Узнав об этом, голова Скотта опять начинает светиться, и появляется НегаСкотт. Скотт желает победить его, чтобы забыть о Рамоне и продолжить свою жизнь как ни в чём не бывало. Ким напоминает, что он не может постоянно убегать от ошибок. Скотт вспоминает Рамону и сливается с НегаСкоттом, вспоминая всё и осознавая свою вину в предыдущих отношениях. Ким целует его на прощание, и Скотт возвращается в Торонто чтобы вернуть Рамону.
Скотт приходит в новый клуб Гидеона, «Театр „Хаос“», где Энви готовится к своему сольному дебюту. Энви начинает петь, тогда как на Скотта нападает Гидеон, разъярённый из-за того, что Рамона не с ним. Когда Скотт отказывается стать членом Лиги, Гидеон крадёт его Меч Любви и пронзает его им. Скотт оказывается в пустыне, где он видит Рамону. Она извиняется и пытается объяснить, почему ушла, хотя это остаётся неизвестным читателю. Они мирятся, но Рамона напоминает Скотту, что он мёртв. Но тут появляется дополнительная жизнь, которую он получил после победы над Тоддом Инграмом. Скотт оживает, и из его груди выпрыгивает Рамона. Гидеон раскрывает, что держит всех своих бывших в анабиозе. Одна из капсул пустая, в неё Гидеон хочет поместить Рамону. Рамона напоминает, что Гидеон сам не хотел её, когда они были вместе, хотя Гидеон помнит всё иначе. Гидеон дерётся с Рамоной и Скоттом и раскрывает, что Лигу он сформировал случайно, напившись после того, как Рамона ушла, и поместив объявление на Крейгслисте.
Рамона пытается использовать свечение, чтобы сбежать в подпространство, но Гидеон пронзает её мечом. Он объясняет, что свечение является эмоциональным оружием, замыкающим людей в собственной голове, после чего их поглощает отвращение к себе. Узнав от Рамоны, что Гидеон в прямом смысле может залезть в её голову, Скотт прыгает туда через портал в сумке девушки. Скотт борется с Гидеоном, и это даёт Рамоне силы выгнать его. Рамона забирает Меч Любви, исцеляя свои раны, но рвёт свою сумку. Когда Скотт видит, как Гидеон обращается с Энви, он начинает его понимать и получает Меч Понимания. Во время битвы, Гидеон раскрывает, что всё это время следил за Скоттом и Рамоной благодаря магистрали в голове Скотта, по пути изменяя его воспоминания. Несмотря на попытки Гидеона обманом заставить Скотта и Рамону драться друг с другом, они объединяют свои силы и одновременно убивают его.
Скотт и Энви обнимаются как старые друзья, а бывшие девушки Гидеона просыпаются от анабиоза не понимая, что произошло. Рамона раскрывает, что всё это время пропадала в лесном доме отца, пытаясь устроить себе «отдых в глуши». Она решает дать их отношениям ещё один шанс. На заключительных страницах, Скотт работает вместе со Стивеном вторым поваром, Стивен раскрывает, что он гей, и что Джозеф — его парень, Скотт и Ким формируют новую группу (ещё более ужасную, чем предыдущая), а Найвз уезжает в университет. Скотт встречается с Рамоной, и они решают вместе бороться с трудностями отношений, и, держась за руки, идут к подпространственной двери.

## Издания
Общий тираж изданий серии комиксов превысил 1,000,000 экземпляров. В связи с быстро возраставшей от тома к тому популярностью комикса, первое же издание последнего тома было выпущено тиражом 100,000 экземпляров. Все шесть томов побывали в списке бестселлеров «The New York Times», а также были переведены на более 13-ти языков, включая русский.

### На русском языке
Книги издавались Олма медиа групп в переводе Арсения Крымова.
| # | Заголовок                                       | ISBN                   | Дата выхода | Примечания  |
| - | ----------------------------------------------- | ---------------------- | ----------- | ----------- |
| 1 | Скотт Пилигрим и его прекрасная маленькая жизнь | ISBN 978-5-373-03961-1 | 2011        | Тираж: 5000 |
| 2 | Скотт Пилигрим против всего мира                | ISBN 978-5-373-03963-5 | 2011        | Тираж: 5000 |
| 3 | Скотт Пилигрим и бесконечная печаль             | ISBN 978-5-373-04151-5 | 2011        | Тираж: 5000 |
| 4 | Скотт Пилигрим берется за ум                    | ISBN 978-5-373-04241-3 | 2011        | Тираж: 3000 |
| 5 | Скотт Пилигрим против вселенной                 | ISBN 978-5-373-00579-1 | 2011        | Тираж: 3000 |
| 6 | Скотт Пилигрим и его звездный час               | ISBN 978-5-373-01720-6 | 2011        | Тираж: 3000 |

Весной 2015 года издательство "Комильфо" начало издание комиксов о Скотте Пилигриме в цвете и с новым переводом Ивана Чернявского.
| # | Заголовок                                       | ISBN                   | Дата выхода | Примечания |
| - | ----------------------------------------------- | ---------------------- | ----------- | ---------- |
| 1 | Скотт Пилигрим и его прекрасная маленькая жизнь | ISBN 978-5-91339-299-2 | 2015        |            |
| 2 | Скотт Пилигрим против всего мира                | ISBN 978-5-91339-315-9 | 2015        |            |
| 3 | Скотт Пилигрим и бесконечная печаль             | ISBN 978-5-91339-327-2 | 2015        |            |
| 4 | Скотт Пилигрим берётся за ум                    | ISBN 978-5-91339-343-2 | 2015        |            |
| 5 | Скотт Пилигрим против вселенной                 |                        | 2016        |            |
| 6 | Скотт Пилигрим и его звездный час               |                        | 2016        |            |

## Локации
Все события комиксов происходят в Торонто, провинция Онтарио. В сюжете присутствуют как тонкие намеки, так и прямые отсылки на реально существующие места города.
Том 1
- Публичная библиотека Торонто — Вичвуд Бранч: расположена на Батерст Стрит, открыта в 1916 году.
- The Rockit: небольшое место встречи местных музыкальных групп в Торонто.
- Pacific Mall: азиатский торговый центр, находящийся вне муниципалитета Торонто.

Том 2
- Sonic Boom: крупный магазин граммзаписей, известный куплей-продажей секонд-хенд дисков.
- No Account Video: это отсылка к независимому видеомагазину Suspect Video, расположенному в Торонто. Реальное название видеомагазина не было использовано, потому что О’Мэлли было отказано в просьбе сделать фотографии помещений магазина для последующей перерисовки.
- Каса Лома: местное историческое здание, притягивающее к себе внимание туристов. Находится в центре города Торонто, представляет собой классический стиль архитектуры и является самой знаменитой крепостью в Канаде. Также в комиксе представлена Болдвинская лестница, проложенная по береговой линии от древнего Ирокезского озера до особняка на Спедайна Авеню.
- Справочная библиотека Торонто: примечательная 6-этажная справочная библиотека.
- Lee’s Palace: ночной клуб Торонто, представляющий местных и иностранных музыкантов.

Том 3
- Honest Ed’s: крупный магазин розничной торговли, основанный местным бизнесменом и театральным магнатом Эдом Мирвишем.
- Йонг-Дандас Сквер: большая общественная площадь в центре Торонто.

Том 4
- Пляжи: восточная территория Торонто, известная своими пляжами.
- Dufferin Mall: торговый центр, расположенный на Дафферин Стрит.
- Sneaky Dee’s: ресторан Текс-Мекс кухни и место для встреч.
- Университет Ниписсинга: небольшой гуманитарный университет в Норт Бэй, Онтарио.

Том 5
- Квин Стрит Уэст: территория популярных баров и ресторанов.
- Автобусный терминал Торонто: главная междугородняя автобусная станция.

## Адаптации

### Фильм
Скотт Пилигрим против всех — фильм режиссёра Эдгара Райта по мотивам серии комиксов с Майклом Сера и Мэри Элизабет Уинстэд в главных ролях.

### Видеоигра
Видеоигра, основанная на серии комиксов, была анонсирована на выставке San Diego Comic Con 2009. Разработку ведёт студия Ubisoft Montreal, релиз приурочен к премьере фильма. Игра представляет собой сайд-скроллер на четырёх игроков, в котором заметно влияние 8-бит и 16-битных видеоигр. На выбор игроку предоставлены четыре персонажа: Скотт Пилигрим, Рамона Флауэрс, Ким Пайн и Стивен Стиллс. 26 марта 2010 года на игровой выставке PAX East в Бостоне участники чиптюн-группы Anamanaguchi объявили, что они займутся саундтреком к игре Ubisoft. Над дизайном игры работал Пол Робертсон, который известен созданием анимации стилизованной под спрайты.
Игра доступна для скачивания в онлайн магазинах PlayStation Store и Xbox Live Arcade.
Удалена из PlayStation Store в 2014 году из-за прав на публикацию, но переиздана 14 января 2021 года для  PlayStation 4, Xbox One, Nintendo Switch и PC.

### Мобильные комиксы
Выпуском адаптации комиксов для мобильных устройств занимаются издательства HarperCollins и Robot Comics. Данное приложение использует движение, звук и вибрацию для создания оригинального опыта чтения и включает в себя дополнительные материалы, скрытые в сценах комикса. Приложение доступно для iPhone, iPod touch и iPad и устройств на платформе Android.

### Аниме-сериал
7 января 2022 года было объявлено о том, что компания Universal Content Productions разрабатывает аниме-сериал по мотивам комикса по заказу потокового сервиса Netflix. ОʼМэлли является сценаристом и исполнительным продюсером наряду с БенДэвидом Грабински. Анимацией занимается японская студия Science Saru. Чхве Ын Ён является продюсером, а Абель Гондора — режиссёром. Эдгар Райт, Найра Парк, Марк Платт, Джаред Лебофф, Адам Сигел и Майкл Бэколл также выступают исполнительным продюсерами сериала. Все актёры, снимавшиеся в оригинальном фильме, повторят свои роли в английском дубляже.
30 марта 2023 года Netflix опубликовал тизер предстоящего аниме-сериала. Премьера состоялась 17 ноября 2023 года.

## Интересные факты
- Большинство имён собственных в комиксе — «говорящие». В основном они либо являются прямой отсылкой к объектам или людям реального мира, либо напрямую связаны с какими-либо характерными чертами своего обладателя.
  - Юный Нил и Стивен Стиллз названы в честь Нила Янга и Стивена Стиллза из группы «Crosby, Stills, Nash & Young».
  - Группа «The Clash at Demonhead» была названа в честь одноимённой игры на Nintendo Entertainment System.
  - Группа «Sex Bob-omb» названа в честь одного из противников (Bob-omb) в игре «Super Mario Bros. 2».
  - Линетт Гикотт, барабанщица группы «The Clash at Demonhead», названа в честь Тома Гикотта (Tom Guycott) — главного злодея одноимённой игры и Линетт Гиллис из группы «Plumtree».
  - Следующие имена и прозвища очевидно связаны с особенностями персонажей:
    - Прозвище Натали Адамс — «Энви» (англ. Envy) означает «Зависть».
    - Имя Найвз Чау (англ. Knives) означает «Ножи» или «Кинжалы», что отсылает читателя к оружию, которое она использует.
    - Фамилия Джули Пауэрс (англ. Powers) образована от слова «Мощь» или «Сила».
    - Фамилия Рамоны Флауэрс (англ. Flowers) образована от слова «Цветы» и отсылает читателя к её привычке постоянно перекрашивать волосы.
- Прототипом Скотта Пилигрима стал сам автор комиксов Брайан Ли О’Мэлли, проведший юность в Торонто: «Скотт — воплощение моей юношеской мечты. Он беззаботен, его любят девушки, он дерется как супергерой. В его возрасте я тоже играл в группе, у меня появились новые друзья, и мне хотелось их чем-то удивить»